# Montrose (Illinois)
Montrose è un villaggio degli Stati Uniti d'America, situato nello Stato dell'Illinois, diviso tra la contea di Effingham e la contea di Cumberland.